# Las Playas, Guasave
Las Playas är en ort i Mexiko.   Den ligger i kommunen Guasave och delstaten Sinaloa, i den västra delen av landet, 1 200 km nordväst om huvudstaden Mexico City. Las Playas ligger 10 meter över havet och antalet invånare är 561.
Terrängen runt Las Playas är mycket platt. Runt Las Playas är det ganska tätbefolkat, med 52 invånare per kvadratkilometer. Närmaste större samhälle är Guasave, 19,6 km norr om Las Playas. Trakten runt Las Playas består till största delen av jordbruksmark.